# 般若寺 (沈阳市)
沈阳般若寺，位于辽宁沈阳沈河区大南街8号，汉族地区佛教全国重点寺院之一。现任住持为大惺法师。

## 历史沿革
清康熙二十三年（1684年），古林禅师修建般若寺。宣统元年（1909年）、1924年，曾经两次重建。文化大革命时期遭到破坏，1979年后重修塑像。1984年10月，沈阳般若寺举行建寺300年佛像开光仪式。
1985年公布为沈阳市文物保护单位。2014年10月17日公布为第九批辽宁省文物保护单位。

## 建筑特点
该寺具有布局严谨、中轴明显的特点，在中轴线上的依次为天王殿、大雄宝殿、藏经楼。东西两侧的配房，是住持室、僧舍、厨房、齐堂及接待室等。
- 天王殿。正面大门上悬挂着书法家冯日庵书写的“般若寺”匾额，后门横匾题为“三洲感应”。殿正中供奉泥塑弥勒菩萨，两侧有四大天王塑像。大殿后院正中，屹立铁铸宝鼎，铸有“般若讲寺”[6]。
- 大雄宝殿位于天王殿之后，正殿上方为书法家霍安荣题“大雄宝殿”，东侧为“诸法空相”匾额。殿内供奉三如来佛坐像，正中为佛祖释迦牟尼佛坐像，两侧为药师佛、阿弥陀佛。佛陀像前为阿难尊者和迦叶尊者。殿内东西两侧山墙上绘有十六尊者的画像。迎风屏上为观世音菩萨、文殊菩萨、普贤菩萨彩绘[2]。
- 藏经楼，为一座青砖青瓦楼房，藏有“三藏十二部”佛经。
- 祖师堂，位于东院。正殿供奉佛像。殿内曾有唐面釉瓷坛，内装古林禅师遗骨。

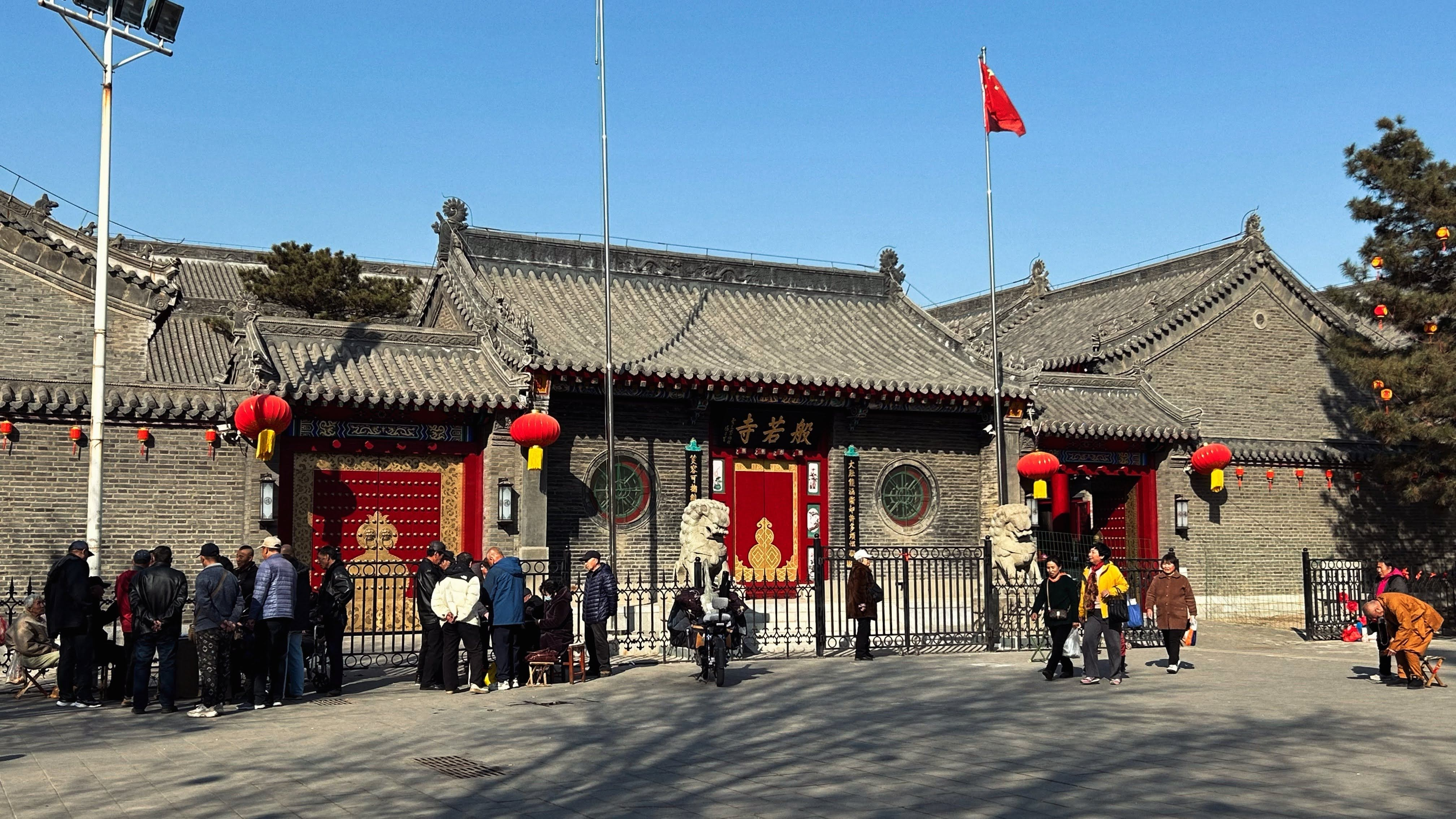
天王殿
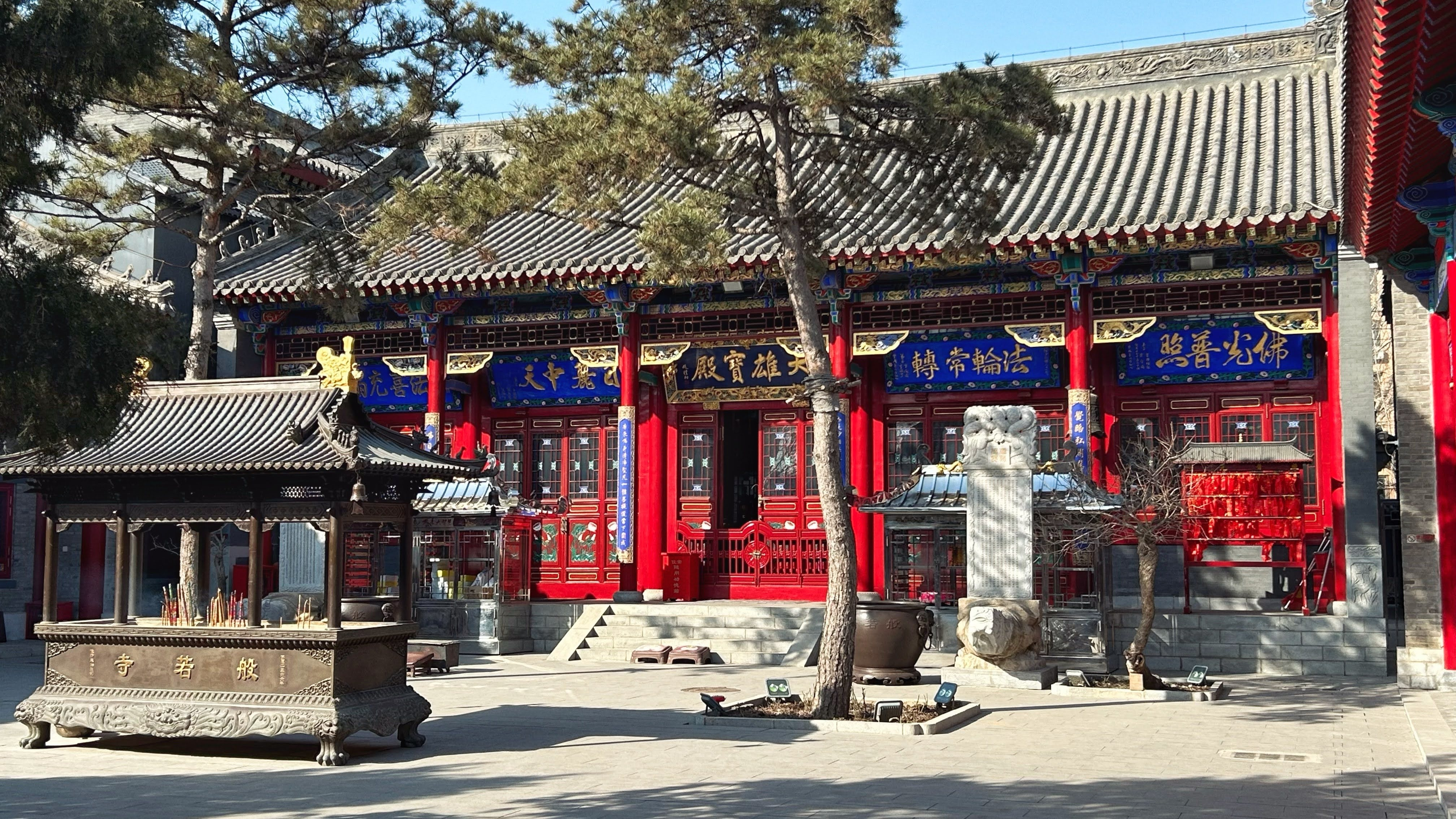
大雄宝殿